# فيلي إيفانز (لاعب كرة قدم أمريكية)
فيلي إيفانز (بالإنجليزية: Willie Evans)‏ هو لاعب كرة قدم أمريكية أمريكي، ولد في 5 مارس 1984 في واينيسبورو في الولايات المتحدة.